# Bolsjoj Pajalpan
De Bolsjoj Pajalpan (Russisch: Большой Паялпан) is een grote schildvulkaan uit het late Kwartair op de noordelijke flank van het complex van de vulkaan Iljinskaja Sopka in het zuidelijk deel van het Centraal Gebergte in het Russische schiereiland Kamtsjatka. De vulkaan ontstond door toedoen van een extreem intensieve en continue uitstroom van lava, die tot 10 kilometer van het vulkanisch centrum is aangetroffen.